# Trường Sa (đặc khu)
Trường Sa là một đặc khu thuộc tỉnh Khánh Hòa, được thành lập trên cơ sở các đảo san hô nhỏ, cồn cát, rạn đá ngầm và bãi ngầm thuộc quần đảo Trường Sa, vốn đang trong tình trạng tranh chấp giữa 6 bên là Brunei, Đài Loan, Malaysia, Philippines, Trung Quốc và Việt Nam.

## Địa lý

Vị trí các đảo trên bản đồ Việt Nam

Huyện đảo Trường Sa nằm về phía Đông và Đông Nam bờ biển Việt Nam, được thiết lập dựa trên cơ sở là toàn bộ quần đảo Trường Sa thuộc Biển Đông. Đặc khu trải dài với tọa độ địa lý từ 6°50'00" đến 12°00'00" vĩ độ Bắc và từ 111°30'00" đến 117°20'00" kinh độ Đông, cách thành phố Cam Ranh 248 hải lý và cách thành phố Vũng Tàu (tỉnh Bà Rịa – Vũng Tàu) 305 hải lý (tính từ đảo Trường Sa).
Về mặt địa lý, quần đảo Trường Sa là một tập hợp hơn 100 đảo nhỏ, bãi đá ngầm hình thành từ san hô (nằm lập lờ hoặc nhô lên khỏi mặt nước khi thủy triều xuống thấp), bãi cát ngầm, bãi ngầm và bao bọc một vùng biển rộng khoảng 198.964 km². Khoảng cách giữa các đảo cũng khác nhau; nếu đảo Song Tử Đông và đảo Song Tử Tây chỉ cách nhau khoảng 1,5 hải lý thì đảo Song Tử Tây lại cách đảo An Bang đến 230 hải lý. Số lượng đảo thực sự rất ít mà chủ yếu là các rạn đá ngầm có thể chỉ nổi một phần nhỏ khi thủy triều xuống. 3 đảo có diện tích đứng đầu Trường Sa, theo thứ tự giảm dần, là đảo Ba Bình (khoảng 0,4896 km²), đảo Thị Tứ (khoảng 0,372 km²) và đảo Bến Lạc (khoảng 0,186 km²). Đảo cao nhất là Song Tử Tây ở phía Bắc quần đảo với độ cao khoảng 4 – 6 m khi thủy triều thấp nhất. Thực thể địa lý nằm xa nhất về cực Nam là đá Sác Lốt.
Việt Nam chia quần đảo Trường Sa thành 8 cụm là Song Tử, Loại Ta, Thị Tứ, Nam Yết, Sinh Tồn, Trường Sa, Thám Hiểm (An Bang) và Bình Nguyên.

## Hành chính

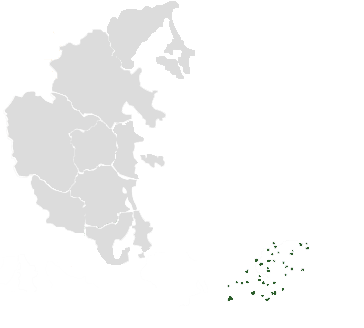
Vị trí huyện Trường Sa (màu xanh) trên bản đồ hành chính tỉnh Khánh Hòa

Theo nghị định số 65/2007/NĐ-CP ngày 11 tháng 4 năm 2007 của Chính phủ, thành lập 3 đơn vị hành chính cấp xã trực thuộc huyện Trường Sa là thị trấn Trường Sa, xã Sinh Tồn và xã Song Tử Tây.
- Thị trấn Trường Sa được thành lập trên cơ sở đảo Trường Sa và các đảo, bãi đá, bãi phụ cận.
- Xã Song Tử Tây được thành lập trên cơ sở đảo Song Tử Tây và các đảo, bãi đá, bãi phụ cận.
- Xã Sinh Tồn được thành lập trên cơ sở đảo Sinh Tồn và các đảo, bãi đá, bãi phụ cận.

Ngày 16 tháng 6 năm 2025, theo Nghị quyết 1667/NQ-UBTVQH15, đặc khu Trường Sa được thành lập trên cơ sở toàn bộ diện tích tự nhiên, quy mô dân số của thị trấn Trường Sa, xã Song Tử Tây và xã Sinh Tồn.
Hiện nay, đặc khu này đang quản lý trên thực tế là 21 đảo nhỏ và bãi đá san hô (nửa nổi nửa chìm) với danh sách như sau:
| Thực thể địa lý | Đơn vị hành chính trước tháng 6, 2025 | Diện tích đất nổi (ha) | Dân số (người) | Ghi chú                                                    |
| --------------- | ------------------------------------- | ---------------------- | -------------- | ---------------------------------------------------------- |
| Trường Sa Lớn   | Thị trấn Trường Sa                    | 36.5                   |                | đảo nổi                                                    |
| Đá Tây          | Thị trấn Trường Sa                    | 11                     |                | 3 đảo nhân tạo Đá Tây A, B và C cùng một hải đăng.         |
| Trường Sa Đông  | Thị trấn Trường Sa                    | 27                     |                | đảo nổi                                                    |
| Đá Lát          | Thị trấn Trường Sa                    | 55                     |                | đảo nhân tạo                                               |
| Đá Đông         | Thị trấn Trường Sa                    | 20                     |                | 3 đảo nhân tạo Đá Đông A, B và C                           |
| Phan Vinh       | Thị trấn Trường Sa                    | 115                    |                | 1 đảo nổi là Phan Vinh A và 1 đảo nhân tạo là Phan Vinh B. |
| Tốc Tan         | Thị trấn Trường Sa                    | 6                      |                | 3 đảo nhân tạo là Tốc Tan A, B, và C                       |
| Núi Le          | Thị trấn Trường Sa                    | 7                      |                | 3 đảo nhân tạo Núi Le A, B và C                            |
| Tiên Nữ         | Thị trấn Trường Sa                    | 60                     |                | 2 đảo nhân tạo là Tiên Nữ A và B, cùng một hải đăng.       |
| Thuyền Chài     | Thị trấn Trường Sa                    | 243                    |                | 5 đảo nhân tạo là Thuyền Chài A, B, C, D và E.             |
| An Bang         | Thị trấn Trường Sa                    | 4                      |                | đảo nổi                                                    |
| Song Tử Tây     | Xã Song Tử Tây                        | 19                     |                | đảo nổi                                                    |
| Đá Nam          | Xã Song Tử Tây                        | 60                     |                | đảo nhân tạo                                               |
| Sinh Tồn        | Xã Sinh Tồn                           | 13                     |                | đảo nổi                                                    |
| Sinh Tồn Đông   | Xã Sinh Tồn                           | 11                     |                | đảo nổi                                                    |
| Len Đao         | Xã Sinh Tồn                           | 4                      |                | đảo nhân tạo                                               |
| Cô Lin          | Xã Sinh Tồn                           | 5                      |                | đảo nhân tạo                                               |
| Đá Lớn          | Xã Sinh Tồn                           | 75                     |                | 3 đảo nhân tạo là Đá Lớn A, B và C                         |
| Nam Yết         | Xã Sinh Tồn                           | 70                     |                | đảo nổi                                                    |
| Sơn Ca          | Xã Sinh Tồn                           | 40                     |                | đảo nổi                                                    |
| Núi Thị         | Xã Sinh Tồn                           | 5                      |                | đảo nhân tạo                                               |

Theo thống kê ngày 1 tháng 4 năm 2009, dân số toàn huyện Trường Sa là 195 người, trong đó khu vực thị trấn Trường Sa là 82 người.
Theo thống kê ngày 1 tháng 4 năm 2019, dân số toàn huyện Trường Sa là 93 người, trong đó khu vực thị trấn Trường Sa là 30 người.
Theo Danh mục đơn vị hành chính cấp xã sau sắp xếp cấp tỉnh cấp xã năm 2025, ban hành kèm theo Công văn 2896/BNV-CQĐP, dân số đặc khu Trường Sa là 153 người.

## Y tế
Hiện nay các đảo nổi từ cấp 1 đến cấp 3 của huyện Trường Sa đều có bệnh xá. Đảo cấp 1 có bệnh xá khu vực với 2 bác sĩ chuyên khoa và 6 y sĩ, bệnh nhân nặng được đưa về đây để chữa trị. Các đảo cấp 2 thì có 1 bác sĩ và 3 y sĩ, đảo cấp 3 có 1 bác sĩ hoặc y sĩ. Thường trực tại các đảo là 1 quân y từ Lữ đoàn 146 (Đoàn Trường Sa), ngoài ra còn có đoàn công tác từ các bệnh viện Quân y được biệt phái đến làm nhiệm vụ có thời hạn 1 năm. Riêng Viện Y học Hải quân có thời hạn lâu hơn (18 tháng).
| Tên cơ sở                         | Phục vụ                       | Phụ trách                              | Đội ngũ                               | Phân loại đảo |
| Trung tâm Y tế thị trấn Trường Sa | Huyện đảo Trường Sa           | Bệnh viện Trung ương Quân đội 175      | 12 (cán bộ y tế luân phiên từ BV 175) | đảo cấp 1     |
| Bệnh xá đảo Song Tử Tây           | Đảo Song Tử Tây               | Bệnh viện Trung ương Quân đội 108      | 8 (2 bác sĩ, 5 y tá BV 108)           | đảo cấp 1     |
| Bệnh xá đảo Nam Yết               | Đảo Nam Yết                   | Bệnh viện Quân y 103, Học viện Quân y  | 8 (2 bác sĩ, 5 điều dưỡng BV 103)     | đảo cấp 1     |
| Bệnh xá đảo Sinh Tồn              | Đảo Sinh Tồn                  | Bệnh viện Quân y 354, Tổng cục Hậu cần | 8                                     | đảo cấp 1     |
| Bệnh xá đảo Đá Tây                | Đảo Đá Tây A                  | Bệnh viện Quân y 87, Tổng cục Hậu cần  |                                       | đảo cấp 1     |
| Bệnh xá đảo An Bang               | Đảo An Bang                   | Bệnh viện Quân y 4, Quân khu 4         | 4                                     | đảo cấp 2     |
| Bệnh xá đảo Phan Vinh             | Đảo Phan Vinh                 | Bệnh viện Quân y 7, Quân khu 3         | 4                                     | đảo cấp 2     |
| Bệnh xá đảo Trường Sa Đông        | Đảo Trường Sa Đông            | Bệnh viện Quân y 7A, Quân khu 7        | 4                                     | đảo cấp 2     |
| Bệnh xá đảo Sơn Ca                | Đảo Sơn Ca                    | Bệnh viện Quân y 91/110, Quân khu 1    | 4                                     | đảo cấp 2     |
| Bệnh xá đảo Sinh Tồn Đông         | Đảo Sinh Tồn Đông             | Bệnh viện Quân y 105, Tổng cục Hậu cần | 4                                     | đảo cấp 2     |
| Bệnh xá tại các điểm đảo khác     | Bệnh xá tại các điểm đảo khác | Quân y tại đảo                         | 1 bác sĩ/y sĩ quân y                  | đảo cấp 3     |

## Giao thông

### Hàng không
Huyện đảo Trường Sa được phục vụ bởi Sân bay Trường Sa tại thị trấn Trường Sa nằm trên đảo Trường Sa. Ban đầu nó dài 550m, sau đó đã mở rộng đến 1.200m như hiện nay.

### Hàng hải
Tại thị trấn Trường Sa (huyện lỵ), các xã đảo, các điểm đảo điểm có cầu tàu. Các đảo có dân thường sinh sống như Trường Sa Lớn, Đá Tây A, Song Tử Tây, Sinh Tồn đều có các âu tàu lớn để tàu bè vào neo đậu tránh bão. Các âu tàu mới cũng đang được xây dựng tại các đảo trong đợt bồi đắp từ cuối năm 2021 bao gồm Nam Yết, Sơn Ca, Phan Vinh, Trường Sa Đông, Đá Nam.

## Viễn thông
Tập đoàn Viettel đã lắp đặt một số trạm phát sóng tại huyện đảo Trường Sa. Phạm vi phủ sóng của các trạm là cách các đảo/đá 20 km và còn cho phép truy cập Internet không dây công nghệ EDGE 2,75G.

## Giáo dục
Huyện đảo Trường Sa đã có 4 trường tiểu học ở các đảo: Trường Sa, Song Tử Tây, Sinh Tồn và Đá Tây A tiếp nhận các học sinh từ mẫu giáo đến lớp 5. Học sinh học muốn học các cấp cao hơn phải vào đất liền để học tiếp.

## Lịch sử
Tháng 7 năm 1927, tàu de Lanessan của Pháp tiến hành một cuộc khảo sát khoa học trên quần đảo Trường Sa. Tháng 4 năm 1930, Pháp gửi tàu thông báo la Malicieuse đến quần đảo và treo quốc kỳ Pháp trên một gò đất cao thuộc île de la Tempête (đảo Trường Sa); tuy nhiên, dù nhìn thấy ngư dân Trung Quốc trên đảo này nhưng Pháp không tìm cách trục xuất họ. Ngày 23 tháng 9, Pháp thông báo cho các cường quốc khác rằng Pháp đã chiếm quần đảo Trường Sa.
Ngày 14 tháng 3 năm 1933, Pháp cho đội tàu gồm Malicieuse, tàu pháo Arlete và hai tàu thủy văn Astrobale và de Lanessan từ Sài Gòn đến đảo Trường Sa và hàng loạt địa điểm khác như đá Chữ Thập, cụm rạn Luân Đôn, bãi san hô Tizard, bãi san hô Loại Ta, cụm rạn Thị Tứ và rạn Nguy Hiểm phía Bắc. Tại từng địa điểm đi qua, người Pháp đã tổ chức nghi lễ chiếm hữu các đảo chính thuộc nơi đó. Ngày 26 tháng 7, Bộ Ngoại giao Pháp ra bản thông tri về hành động trên, kèm theo danh sách liệt kê tên các đảo đã chiếm hữu cùng tọa độ, bao gồm:
1. Hải đảo Spratly (đảo Trường Sa, chiếm ngày 13 tháng 4 năm 1930),
2. Tiểu đảo Caye-d'Amboine (đảo An Bang, 7 tháng 4 năm 1933),
3. Tiểu đảo Itu-Aba (đảo Ba Bình, 10 tháng 4 năm 1933),
4. Nhóm Hai Đảo (Groupe de Deux-îles tức Song Tử Đông và Song Tử Tây, 10 tháng 4 năm 1933),
5. Tiểu đảo Loaito (Loại Ta, 11 tháng 4 năm 1933),
6. Hải đảo Thi-Tu (Thị Tứ, 12 tháng 4 năm 1933)

và các tiểu đảo phụ thuộc từng đảo này.
Từ ngày 24 tháng 7 đến ngày 25 tháng 9, Pháp lần lượt thông báo cho các quốc gia có thể có lợi ích tại Trường Sa biết về hành động của Pháp. Theo bạch thư của Việt Nam Cộng hòa thì ngoại trừ Nhật Bản, tất cả các nước được thông báo đều không có lời nào phản đối Pháp; Trung Hoa Dân Quốc, Hà Lan (đang kiểm soát Indonesia) và Hoa Kỳ cũng đều giữ im lặng. Ngày 21 tháng 12 năm 1933, thống đốc Nam Kỳ Jean-Félix Krautheimer ký Nghị định số 4702-CP sáp nhập số đảo trên và "các đảo phụ thuộc" vào địa phận tỉnh Bà Rịa thuộc Liên bang Đông Dương. Sáu năm sau, Thứ trưởng Ngoại giao Anh Quốc là Butter tuyên bố rằng Pháp đã thực thi đầy đủ chủ quyền trên quần đảo.
Tháng 8 năm 1956, phái bộ quân sự của chính quyền Việt Nam cộng hòa đã đến thị sát và đặt mốc chủ quyền trên các đảo chính của quần đảo Trường Sa. Mốc khắc chữ: "Quần đảo Trường Sa trực thuộc tỉnh Phước Tuy. Phái bộ quân sự thị sát nghiên cứu đến viếng quần đảo này ngày 22 tháng 8 năm 1956 dưới sự hướng dẫn của Hải quân Việt Nam".  Ngày 22 tháng 10 năm 1956, Tổng thống Việt Nam Cộng hòa Ngô Đình Diệm ký sắc lệnh số 143-NV đổi tên các tỉnh thành miền Nam Việt Nam, theo đó tỉnh Bà Rịa được đổi thành tỉnh Phước Tuy, đồng thời xác định "Trường Sa (Spratley)" (nguyên văn) thuộc tỉnh Phước Tuy.
Trước đó, tháng 8 năm 1973, quân lực Việt Nam cộng hòa đưa 64 binh sĩ của Tiểu đoàn 371, địa phương quân tỉnh Phước Tuy ra đồn trú trên đảo Nam Yết và chọn là sở chỉ huy của quần đảo. Đầu tháng 1 năm 1974, các binh sĩ Việt Nam cộng hòa tiếp tục đóng giữ trên các đảo Song Tử Tây, Sinh Tồn, Sơn Ca, Trường Sa.
Ngày 6 tháng 9 năm 1973, Bộ Nội vụ Việt Nam Cộng hòa ký nghị định số 420-BNV/HCĐP/26 sáp nhập các đảo Trường Sa, An Bang, Thái Bình (nguyên văn), Song Tử Đông, Song Tử Tây, Loại Ta, Thị Tứ, Nam Ai (nguyên văn), Sinh Tồn và các đảo phụ cận vào xã Phước Hải, quận Đất Đỏ, tỉnh Phước Tuy.
Đầu tháng 4 năm 1975, thực hiện chỉ lệnh của Bộ Quốc phòng, Quân chủng Hải quân và Quân khu 5 đã đưa lực lượng ra giải phóng, tiếp quản các đảo Song Tử Tây (14 tháng 4), Sơn Ca (25. tháng 4), Nam Yết (27 tháng 4), Sinh Tồn (28 tháng 4), Trường Sa (29 tháng 4).
Ngày 9 tháng 12 năm 1982, Hội đồng Bộ trưởng nước Cộng hoà Xã hội chủ nghĩa Việt Nam ký quyết định số 193/HĐBT thành lập huyện Trường Sa thuộc tỉnh Đồng Nai bao gồm toàn bộ khu vực quần đảo Trường Sa trước đó thuộc huyện Long Đất. Ngày 28 tháng 12 năm 1982, Quốc hội khóa VII ra nghị quyết sáp nhập huyện Trường Sa vào tỉnh Phú Khánh.
Trong chiến dịch CQ 1988 từ năm 1978 đến 1988, Việt Nam lần lượt đưa quân đóng giữ các đảo Trường Sa Đông, Sinh Tồn Đông, Phan Vinh, An Bang và tiếp đó là các bãi đá san hô Thuyền Chài, Đá Tây, Đá Lát, Đá Lớn, Tốc Tan, Tiên Nữ, Đá Đông, Núi Le, Cô Lin, Len Đao, Đá Núi Thị, Đá Nam.
Ngày 1 tháng 7 năm 1989, tỉnh Phú Khánh được tách ra thành hai tỉnh là Phú Yên và Khánh Hòa. Huyện đảo Trường Sa trực thuộc tỉnh Khánh Hòa.
Ngày 11 tháng 4 năm 2007, Chính phủ Việt Nam thành lập thị trấn Trường Sa và hai xã Song Tử Tây và Sinh Tồn thuộc huyện Trường Sa. Các thị trấn và xã này được thành lập trên cơ sở các hòn đảo cùng tên và các đảo, đá, bãi phụ cận.
Ngày 16 tháng 6 năm 2025, Ủy ban Thường vụ Quốc hội thông qua Nghị quyết 1667/NQ-UBTVQH15 về việc sắp xếp các đơn vị hành chính cấp xã của tỉnh Khánh Hòa, trong đó "sắp xếp toàn bộ diện tích tự nhiên, quy mô dân số của thị trấn Trường Sa, xã Song Tử Tây và xã Sinh Tồn thành đặc khu Trường Sa". 